# Sciara borealis
Sciara borealis är en tvåvingeart som först beskrevs av Rubsaamen 1898.  Sciara borealis ingår i släktet Sciara och familjen sorgmyggor. Inga underarter finns listade i Catalogue of Life.